# ماتيوس غاليانو باريل
ماتيوس غاليانو باريل (بالعبرية: גל בראל‏) هو لاعب كرة قدم إسرائيلي في مركز الدفاع، ولد في 15 يونيو 1990 في رامات هاشارون في إسرائيل. لعب مع Hapoel Nir Ramat HaSharon F.C. ‏.

## وصلات خارجية
- ماتيوس غاليانو باريل على موقع قاعدة بيانات كرة القدم.إي يو (الإنجليزية)
- ماتيوس غاليانو باريل على موقع Soccerway.com (الإنجليزية)